# Forgásparaboloid koordináta-rendszer

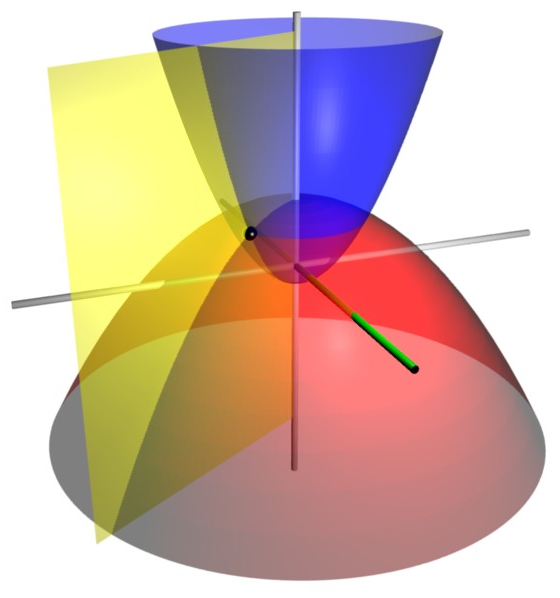
A háromdimenziós forgásparaboloid koordináta-rendszer koordinátafelületei. A piros paraboloid megfelel a τ=2 értéknek, a kék paraboloid a σ=1 koordinátához tartozik, és a sárga félsík a φ=-60°-hoz tartozik. A három felület a P pontban metszi egymást (fekete gömb), melynek Descartes-koordinátái megközelítőleg (1,0; -1,732; 1,5)

A forgásparaboloid koordináta-rendszer a kétdimenziós parabolikus koordináták egy háromdimenziós általánosítása, és a paraboloid koordináta-rendszer speciális esete. A kétdimenziós koordináta-rendszerből annak szimmetriatengelye körüli megforgatásával keletkezik. Egy további általánosítás a parabolikus hengerkoordináta-rendszer, ami a {\displaystyle z}-tengely irányába való vetítéssel származtatható.
A Descartes-koordinátákkal kifejezve:
{\displaystyle x=\sigma \tau \cos \varphi }
{\displaystyle y=\sigma \tau \sin \varphi }
{\displaystyle z={\frac {1}{2}}\left(\tau ^{2}-\sigma ^{2}\right)}
ahol a parabolák közös tengelye a {\displaystyle z}-tengely, ami egyben a forgatás tengelye is. Így a {\displaystyle \phi } azimut definíciója:
{\displaystyle \operatorname {tg} \varphi ={\frac {y}{x}}}
A konstans {\displaystyle \sigma }-jú felületek felfelé nyitott konfokális forgásparaboloidok:
{\displaystyle 2z={\frac {x^{2}+y^{2}}{\sigma ^{2}}}-\sigma ^{2}}
míg a konstans  {\displaystyle \tau }-jú felületek lefelé nyitott konfokális paraboloidok:
{\displaystyle 2z=-{\frac {x^{2}+y^{2}}{\tau ^{2}}}+\tau ^{2}}
Mindezen paraboloidok közös fókusza az origó. 
A koordináta-rendszerrel asszociált Riemann-féle metrikus tenzor:
{\displaystyle g_{ij}={\begin{bmatrix}\sigma ^{2}+\tau ^{2}&0&0\\0&\sigma ^{2}+\tau ^{2}&0\\0&0&\sigma ^{2}\tau ^{2}\end{bmatrix}}}

## Skálázási tényezők
A skálázási tényezők:
{\displaystyle h_{\sigma }={\sqrt {\sigma ^{2}+\tau ^{2}}}}
{\displaystyle h_{\tau }={\sqrt {\sigma ^{2}+\tau ^{2}}}}
{\displaystyle h_{\varphi }=\sigma \tau }
Látható, hogy a {\displaystyle h_{\sigma }} és {\displaystyle h_{\tau }} skálázási tényezők megegyeznek a parabolikus koordináta-rendszer skálázási tényezőivel. Az infinitezimális térfogatelem:
{\displaystyle dV=h_{\sigma }h_{\tau }h_{\varphi }\,d\sigma \,d\tau \,d\varphi =\sigma \tau \left(\sigma ^{2}+\tau ^{2}\right)\,d\sigma \,d\tau \,d\varphi }
és a Laplace-operátor:
{\displaystyle \nabla ^{2}\Phi ={\frac {1}{\sigma ^{2}+\tau ^{2}}}\left[{\frac {1}{\sigma }}{\frac {\partial }{\partial \sigma }}\left(\sigma {\frac {\partial \Phi }{\partial \sigma }}\right)+{\frac {1}{\tau }}{\frac {\partial }{\partial \tau }}\left(\tau {\frac {\partial \Phi }{\partial \tau }}\right)\right]+{\frac {1}{\sigma ^{2}\tau ^{2}}}{\frac {\partial ^{2}\Phi }{\partial \varphi ^{2}}}}
A további differenciáloperátorok, mint {\displaystyle \nabla \cdot \mathbf {F} } és {\displaystyle \nabla \times \mathbf {F} } kifejezhetők a  {\displaystyle (\sigma ,\tau ,\varphi )} koordinátákkal úgy, hogy behelyettesítjük a skálázási tényezőket az ortogonális koordináta-rendszerek általános képleteibe.

## Fordítás
Ez a szócikk részben vagy egészben  a   Parabolic coordinates című angol Wikipédia-szócikk fordításán alapul.  Az eredeti cikk szerkesztőit annak laptörténete sorolja fel. Ez a jelzés csupán a megfogalmazás eredetét és a szerzői jogokat jelzi, nem szolgál a cikkben szereplő információk forrásmegjelöléseként.